# Olympische Winterspiele 2006/Teilnehmer (Luxemburg)
| Gelbes Symbol für Goldmedaillen mit stilisierten Olympischen Ringen | Graues Symbol für Silbermedaillen mit stilisierten Olympischen Ringen | Braundes Symbol für Bronzemedaillen mit stilisierten Olympischen Ringen |
| ------------------------------------------------------------------- | --------------------------------------------------------------------- | ----------------------------------------------------------------------- |
| —                                                                   | —                                                                     | —                                                                       |

Luxemburg nahm an den Olympischen Winterspielen 2006 im italienischen Turin mit einer Athletin teil.

## Flaggenträgerin
Die Eiskunstläuferin Fleur Maxwell trug die Flagge Luxemburgs sowohl während der Eröffnungs- als auch bei der Schlussfeier.

## Teilnehmer nach Sportarten

### Eiskunstlauf
- Fleur Maxwell